# Sjaran
Sjaran (Pasjtoe: شرنه), is de hoofdstad van de provincie Paktika in het zuiden van Afghanistan. De bevolking werd in 2006 geschat op 2.200 inwoners.